# Dicranota (Rhaphidolabis) subsordida
Dicranota (Rhaphidolabis) subsordida is een tweevleugelige uit de familie Pediciidae. De soort komt voor in het Oriëntaals gebied.